# トゥリモンストゥルム
トゥリモンストゥルム（Tullimonstrum）とは、古生代の海に棲息していた古生物である。1955年に北アメリカ・イリノイ州の石炭紀後期の地層から発見、記載された。名称は発見者であるフランスのアマチュア化石収集家フランシス・タリーに献名されたもので、意味としては「タリーの怪物」である。他に表記として「タリモンストラム」、「タリモンストルム」、また俗称として「タリーモンスター」「ターリーモンスター」「タリモンスター」など様々な名で知られる。
全長は約10cm。全体は前後のとがった楕円形、細い柳の葉のような形で、扁平である。体幹には筋節が見られ、身体の中央には腸管と脊索が見られる。脊索の一部に沿って連続的に塊状の構造が見られ、これは椎骨の弓体（arcualia）にあたると見なされる。体の後端近くには両側に張り出したひれがあって、ほぼ菱形になっている。奇妙なのは体の前端に突き出した吻部で、その先端に口が開いていたらしい。その中央に腸管が通り、先端に角質の「歯」を備えた顎のような構造があることから、ここを動かしてえさをとったのではないかと思われる。さらに、胴体の前方三分の一くらいのあたりから、両側に棒状の眼柄が突き出し、その先端に眼があったらしい。

その形態が奇妙で、現生のどの動物にも直接に比較できるような似たものがなかったことから、バージェス動物群の再発見以前から、古くから知られる代表的な「古生代の怪物」であった。中にはゾウクラゲ（クラゲの仲間の腔腸動物ではなく、軟体動物の巻き貝の一つである）と近縁という説もあった。

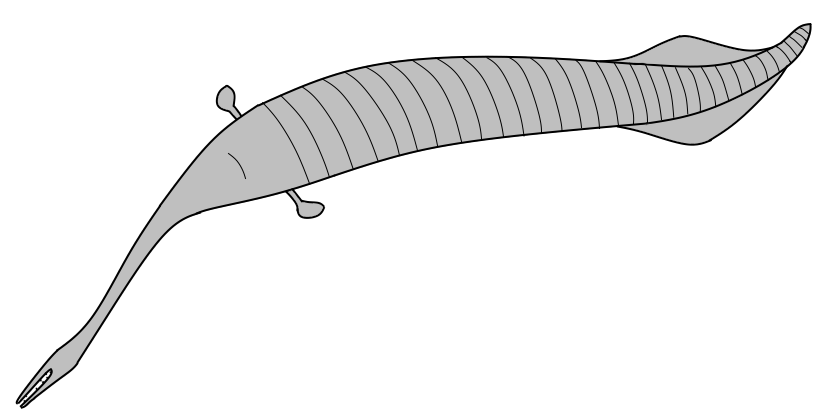
初期研究に基づいた復元（1969）
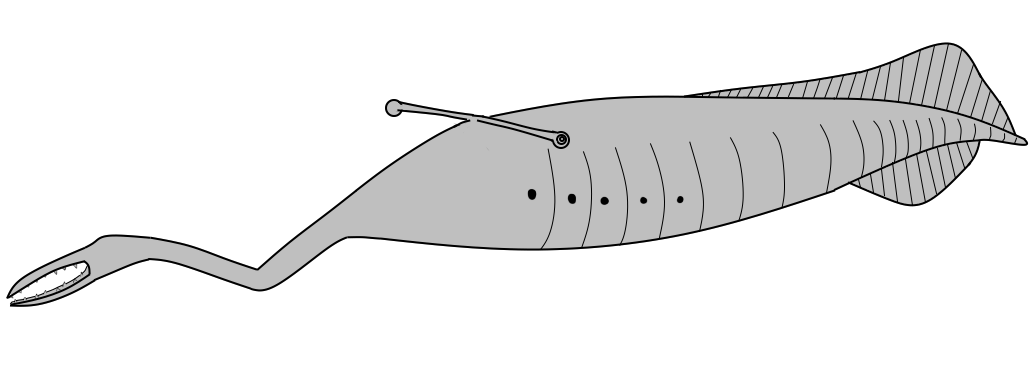
脊椎動物としての復元（2016）
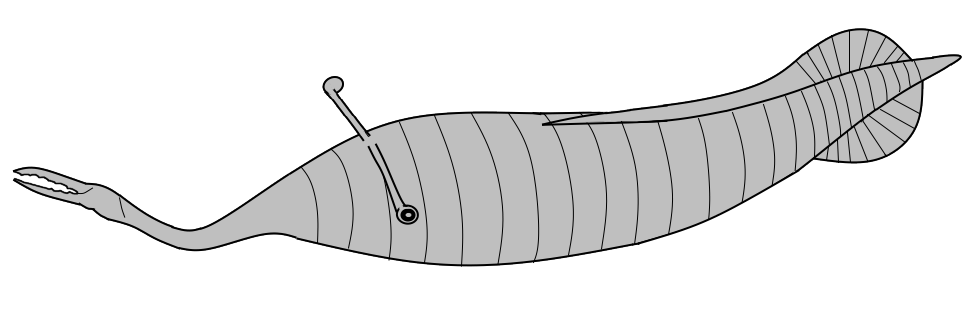
東京大学の研究チームによる復元（2023）

2016年、角質の「歯」が並んだ吻、脊索を持つ可能性、そして眼の構造などから、脊椎動物に属すると発表された。複数の特徴から脊椎動物の中でも系統的に円口類の一系統、特にヤツメウナギ類の一種であるという主張もあるものの、他の円口類には見られない特徴も数多く、いまだ系統関係には問題が残る。
2023年、東京大学の研究チームは、多数の化石標本および同地層の他の化石の3Dスキャナーによる比較調査から、前出の脊椎動物と思われた特徴についてそれらとは明確に異なる特徴を持っており、脊椎動物ではないことが示唆されたと発表した。
首長竜に似た細長い形状をしている事から、一部の未確認動物愛好家の間では、ネス湖の怪物の正体の候補に挙げられた事がある。